# Press TV
Press TV is een Engelstalige Iraanse nieuwszender. Deze is in veel landen te ontvangen en wordt gefinancierd door de Iraanse overheid. De lancering van de zender was op 2 juli 2007 in het bijzijn van de Iraanse president Ahmedinejad. Het station zendt 24 uur per dag uit en richt zich daarbij vooral op nieuws, politiek, maatschappij en islam in de vorm van nieuwsuitzendingen, paneldiscussies en documentaires. De Omroep van de Islamitische Republiek van Iran is eigenaar van de zender. Sinds 2011 heeft deze omroep een vergelijkbare zender in het Spaans, HispanTV, gevestigd in Madrid.

## Doelstelling van Press TV
Het hoofdkantoor van Press TV is gevestigd in Teheran. De uitzendingen worden wereldwijd uitgezonden, vooral in de Arabische en Westerse wereld. Het TV-station heeft meer dan 50 internationale correspondenten en zo'n 500 stafleden. Volgens Press TV geven veel internationale nieuwszenders, zoals CNN en de BBC, het nieuws gekleurd door in het voordeel van het Westen. Press TV wil de wereldwijde nieuwsvoorziening in balans brengen en een niet-bevooroordeelde kijk geven op gebeurtenissen in de wereld. De zender moet aldus tegenwicht bieden aan westerse tv-stations, Press TV zegt onafhankelijk te zijn van commerciële bedrijven en politieke regimes en het nieuws objectief te brengen. Het station ziet de Engelse afdeling van Al Jazeera, France 24 en RT als voorbeeld.
Press TV wil een stem geven aan de veronachtzaamde meningen van moslims versus het in haar ogen dominante Westen. De zender streeft naar intercultureel begrip en wil aantonen dat diversiteit de wereld vitaler maakt. Verschillende nationaliteiten, rassen en culturen zouden zo leren zich met elkaar te identificeren.
De beleidsmakers van Press TV vinden dat sinds de aanslagen op 11 september 2001 in de Verenigde Staten de media verdeeld zijn in twee kampen: de Westerse en Arabische media. Beide kampen zouden partijdig zijn in het verstrekken van nieuws. Press TV wil onafhankelijk nieuws brengen, zonder partij te kiezen voor een van de kampen vooral als het gaat om nieuws uit het Midden-Oosten. Bij de lancering van het tv-station sprak de Iraanse president Mahmoud Ahmadinejad niettemin over een 'vijand': het station "moest kiezen voor de onderdrukte mensen op de wereld. Het uitzenden van de waarheid, analyse en het blootleggen van propaganda van de vijand behoort tot de taken van Press TV", aldus de Iraanse president.

## Financiering en onafhankelijkheid
Press TV zegt dat ze weliswaar gefinancierd wordt door de staat, maar geen staatseigendom is. Daarmee zou de journalistieke onafhankelijkheid van de zender gegarandeerd zijn. Het budget bedroeg bij de start van de zender 27 miljoen dollar voor het eerste jaar.

## Journalisten
Directeur van de zender is Mohammad Sarafraz; hij noemde Press TV een tegengif voor Fox News Channel. Volgens Sarafraz zijn de meeste buitenlandse correspondenten van de zender geen Iraniërs maar zijn zij journalisten uit het land waar zij correspondent zijn. Onder de correspondenten bevinden zich veel Britten en Amerikanen, aldus Sarafraz. Press TV heeft onder andere correspondenten in Londen, New York, Washington, Beiroet, Damascus, Beijing, Moskou en verschillende andere Europese hoofdsteden. De zender besteedt veel aandacht aan het conflict tussen de Palestijnen en Israël: vier correspondenten rapporteren erover vanuit Gaza, Ramallah en Al-Quds (de Arabische naam voor Jeruzalem). Sarafraz vertelde dat veel correspondenten een opleiding hadden genoten via de BBC.
Een van de presentatoren van Press TV is Yvonne Ridley, een pro-Palestina-activiste en journaliste, die eerder werkte voor Al-Jazeera en de Sunday Express. Ridley bekeerde zich in 2003 tot de islam nadat ze in 2001 door de Taliban gegijzeld was. Ook George Galloway, een lid van het Britse parlement en de voorzitter van de partij Respect, presenteert een programma op Press TV. Andrew Gilligan werkt voor Press TV in Londen; hij is bekend als tegenstander van de Amerikaans/Britse inval in Irak en werkte eerder voor de BBC onder andere als defensiespecialist. De Zwitserse hoogleraar Tariq Ramadan presenteert een show met de titel 'Islam & Life', die wordt uitgezonden vanuit Londen. In de show Islam & Life gaat Ramadan samen met gesprekspartners in op de uitdagingen die moslims in het Westen te wachten staan. Meestal wordt in de show een aspect van de Westerse wereld tegenover de Islamitische wereld gezet (zoals kunst of filosofie), waarbij de Islamitische versie onveranderlijk als superieur naar voren komt.. Zijn werk voor Press TV kostte Ramadan zijn werk in Rotterdam, omdat het Rotterdamse college de tv-zender te omstreden vond.